# Svetovno prvenstvo v hokeju na ledu 1989
Svetovno prvenstvo v hokeju na ledu 1989 je bilo triinpetdeseto Svetovno prvenstvo v hokeju na ledu. Potekalo je med 16. marcem in 1. majem 1989 v Stockholmu in Södertälju, Švedska (skupina A), Oslu in Lillehammerju, Norveška (skupina B), Sydneyju, Avstralija (skupina C) ter Geelu in Heistu, Belgija (skupina D). Zlato medaljo je osvojila sovjetska reprezentanca, srebrno kanadska, bronasto pa češkoslovaška, v konkurenci devetindvajsetih reprezentanc, petindvajsetič tudi jugoslovanske, ki je osvojila osemnajsto mesto. To je bil za sovjetsko reprezentanco enaindvajseti naslov svetovnega prvaka. 

## Dobitniki medalj
| Zlato | Srebro | Bron |
| Sovjetska zvezaArtūrs Irbe Sergej Milnikov Vladimir Miškin Ilja Bjakin Vjačeslav Fetisov Aleksej Gusarov Svjatoslav Halizov Aleksej Kasatonov Vladimir Konstantinov Valerij Širjajev Vjačeslav Bikov Aleksander Černih Sergej Fjodorov Jurij Hmiljov Andrej Homutov Sergej Jašin Valerij Kamenski Vladimir Krutov Dimitrij Kvartalnov Igor Larionov Sergej Makarov Aleksander Mogilni Sergej Nemčinov | KanadaSean Burke Grant Fuhr Peter Sidorkiewicz David Ellett Randy Carlyle Ken Daneyko Mario Marois Scott Stevens Dave Babych James Patrick Brent Ashton Andrew McBain Dale Hawerchuk Kevin Dineen John MacLean Pat Verbeek Kirk Muller Ray Ferraro Brian Bellows Steve Yzerman Gerard Gallant Mark Messier Glenn Anderson | ČeškoslovaškaDominik Hašek Jaromír Šindel Petr Bříza Antonín Stavjaňa Bedřich Ščerban František Procházka Jerguš Bača Drahomír Kadlec Leo Gudas František Kučera Jiří Látal Vladimír Svitek Vladimír Růžička Zdeno Cíger Otakar Janecký Robert Kron Jiří Šejba Oldřich Válek Jiří Kučera Rostislav Vlach Tomáš Jelínek Oto Haščák Jiří Doležal |

## Tekme

### SP Skupine A

#### Predtekmovanje
Prve štiri reprezentance so se uvrstile v boj za 1. do 4. mesto, ostale v boj za obstanek.
| 15. april 1989 | Češkoslovaška | 3 – 3 | Zahodna Nemčija | Stockholm, Švedska |

| Poročilo tekme | Poročilo tekme | Poročilo tekme | Poročilo tekme | Poročilo tekme |
| -------------- | -------------- | -------------- | -------------- | -------------- |
|                |                |                |                |                |

| 15. april 1989 | Sovjetska zveza | 4 – 2 | ZDA | Stockholm, Švedska |

| Poročilo tekme | Poročilo tekme | Poročilo tekme | Poročilo tekme | Poročilo tekme |
| -------------- | -------------- | -------------- | -------------- | -------------- |
|                |                |                |                |                |

| 15. april 1989 | Kanada | 6 – 4 | Finska | Södertälje, Švedska |

| Poročilo tekme | Poročilo tekme | Poročilo tekme | Poročilo tekme | Poročilo tekme |
| -------------- | -------------- | -------------- | -------------- | -------------- |
|                |                |                |                |                |

| 15. april 1989 | Švedska | 5 – 1 | Poljska | Stockholm, Švedska |

| Poročilo tekme | Poročilo tekme | Poročilo tekme | Poročilo tekme | Poročilo tekme |
| -------------- | -------------- | -------------- | -------------- | -------------- |
|                |                |                |                |                |

| 16. april 1989 | Češkoslovaška | 3 – 1 | Finska | Södertälje, Švedska |

| Poročilo tekme | Poročilo tekme | Poročilo tekme | Poročilo tekme | Poročilo tekme |
| -------------- | -------------- | -------------- | -------------- | -------------- |
|                |                |                |                |                |

| 16. april 1989 | Švedska | 4 – 2 | ZDA | Stockholm, Švedska |

| Poročilo tekme | Poročilo tekme | Poročilo tekme | Poročilo tekme | Poročilo tekme |
| -------------- | -------------- | -------------- | -------------- | -------------- |
|                |                |                |                |                |

| 16. april 1989 | Kanada | 11 – 0 | Poljska | Stockholm, Švedska |

| Poročilo tekme | Poročilo tekme | Poročilo tekme | Poročilo tekme | Poročilo tekme |
| -------------- | -------------- | -------------- | -------------- | -------------- |
|                |                |                |                |                |

| 16. april 1989 | Sovjetska zveza | 5 – 1 | Zahodna Nemčija | Stockholm, Švedska |

| Poročilo tekme | Poročilo tekme | Poročilo tekme | Poročilo tekme | Poročilo tekme |
| -------------- | -------------- | -------------- | -------------- | -------------- |
|                |                |                |                |                |

| 18. april 1989 | Kanada | 8 – 01 | ZDA | Stockholm, Švedska |

| Poročilo tekme | Poročilo tekme | Poročilo tekme                                                                                     | Poročilo tekme | Poročilo tekme |
| -------------- | -------------- | -------------------------------------------------------------------------------------------------- | -------------- | -------------- |
|                |                | 1 Zaradi dopinga v ameriški reprezentanci je bil rezultat 4:0, na tekmi je kanadska zmagala s 8:2. |                |                |

| 18. april 1989 | Češkoslovaška | 15 – 0 | Poljska | Stockholm, Švedska |

| Poročilo tekme | Poročilo tekme | Poročilo tekme | Poročilo tekme | Poročilo tekme |
| -------------- | -------------- | -------------- | -------------- | -------------- |
|                |                |                |                |                |

| 18. april 1989 | Sovjetska zveza | 4 – 1 | Finska | Södertälje, Švedska |

| Poročilo tekme | Poročilo tekme | Poročilo tekme | Poročilo tekme | Poročilo tekme |
| -------------- | -------------- | -------------- | -------------- | -------------- |
|                |                |                |                |                |

| 18. april 1989 | Švedska | 3 – 3 | Zahodna Nemčija | Stockholm, Švedska |

| Poročilo tekme | Poročilo tekme | Poročilo tekme | Poročilo tekme | Poročilo tekme |
| -------------- | -------------- | -------------- | -------------- | -------------- |
|                |                |                |                |                |

| 19. april 1989 | Sovjetska zveza | 12 – 1 | Poljska | Stockholm, Švedska |

| Poročilo tekme | Poročilo tekme | Poročilo tekme | Poročilo tekme | Poročilo tekme |
| -------------- | -------------- | -------------- | -------------- | -------------- |
|                |                |                |                |                |

| 19. april 1989 | Kanada | 8 – 2 | Zahodna Nemčija | Stockholm, Švedska |

| Poročilo tekme | Poročilo tekme | Poročilo tekme | Poročilo tekme | Poročilo tekme |
| -------------- | -------------- | -------------- | -------------- | -------------- |
|                |                |                |                |                |

| 19. april 1989 | Češkoslovaška | 5 – 01 | ZDA | Stockholm, Švedska |

| Poročilo tekme | Poročilo tekme | Poročilo tekme                                                                                          | Poročilo tekme | Poročilo tekme |
| -------------- | -------------- | --- | -------------- | -------------- |
|                |                | 1 Zaradi dopinga v ameriški reprezentanci je bil rezultat 4:0, na tekmi je češkoslovaška zmagala s 5:4. |                |                |

| 19. april 1989 | Švedska | 6 – 3 | Finska | Stockholm, Švedska |

| Poročilo tekme | Poročilo tekme | Poročilo tekme | Poročilo tekme | Poročilo tekme |
| -------------- | -------------- | -------------- | -------------- | -------------- |
|                |                |                |                |                |

| 21. april 1989 | Finska | 7 – 2 | Poljska | Stockholm, Švedska |

| Poročilo tekme | Poročilo tekme | Poročilo tekme | Poročilo tekme | Poročilo tekme |
| -------------- | -------------- | -------------- | -------------- | -------------- |
|                |                |                |                |                |

| 21. april 1989 | Sovjetska zveza | 4 – 2 | Češkoslovaška | Stockholm, Švedska |

| Poročilo tekme | Poročilo tekme | Poročilo tekme | Poročilo tekme | Poročilo tekme |
| -------------- | -------------- | -------------- | -------------- | -------------- |
|                |                |                |                |                |

| 21. april 1989 | ZDA | 7 – 4 | Zahodna Nemčija | Stockholm, Švedska |

| Poročilo tekme | Poročilo tekme | Poročilo tekme | Poročilo tekme | Poročilo tekme |
| -------------- | -------------- | -------------- | -------------- | -------------- |
|                |                |                |                |                |

| 21. april 1989 | Švedska | 6 – 5 | Kanada | Stockholm, Švedska |

| Poročilo tekme | Poročilo tekme | Poročilo tekme | Poročilo tekme | Poročilo tekme |
| -------------- | -------------- | -------------- | -------------- | -------------- |
|                |                |                |                |                |

| 22. april 1989 | Švedska | 3 – 3 | Češkoslovaška | Stockholm, Švedska |

| Poročilo tekme | Poročilo tekme | Poročilo tekme | Poročilo tekme | Poročilo tekme |
| -------------- | -------------- | -------------- | -------------- | -------------- |
|                |                |                |                |                |

| 22. april 1989 | Sovjetska zveza | 4 – 3 | Kanada | Stockholm, Švedska |

| Poročilo tekme | Poročilo tekme | Poročilo tekme | Poročilo tekme | Poročilo tekme |
| -------------- | -------------- | -------------- | -------------- | -------------- |
|                |                |                |                |                |

| 23. april 1989 | Finska | 3 – 3 | ZDA | Stockholm, Švedska |

| Poročilo tekme | Poročilo tekme | Poročilo tekme | Poročilo tekme | Poročilo tekme |
| -------------- | -------------- | -------------- | -------------- | -------------- |
|                |                |                |                |                |

| 23. april 1989 | Zahodna Nemčija | 3 – 5 | Poljska | Stockholm, Švedska |

| Poročilo tekme | Poročilo tekme | Poročilo tekme | Poročilo tekme | Poročilo tekme |
| -------------- | -------------- | -------------- | -------------- | -------------- |
|                |                |                |                |                |

| 24. april 1989 | Češkoslovaška | 2 – 4 | Kanada | Stockholm, Švedska |

| Poročilo tekme | Poročilo tekme | Poročilo tekme | Poročilo tekme | Poročilo tekme |
| -------------- | -------------- | -------------- | -------------- | -------------- |
|                |                |                |                |                |

| 24. april 1989 | Švedska | 2 – 3 | Sovjetska zveza | Stockholm, Švedska |

| Poročilo tekme | Poročilo tekme | Poročilo tekme | Poročilo tekme | Poročilo tekme |
| -------------- | -------------- | -------------- | -------------- | -------------- |
|                |                |                |                |                |

| 25. april 1989 | ZDA | 6 – 1 | Poljska | Stockholm, Švedska |

| Poročilo tekme | Poročilo tekme | Poročilo tekme | Poročilo tekme | Poročilo tekme |
| -------------- | -------------- | -------------- | -------------- | -------------- |
|                |                |                |                |                |

| 25. april 1989 | Finska | 3 – 1 | Zahodna Nemčija | Stockholm, Švedska |

| Poročilo tekme | Poročilo tekme | Poročilo tekme | Poročilo tekme | Poročilo tekme |
| -------------- | -------------- | -------------- | -------------- | -------------- |
|                |                |                |                |                |

##### Lestvica
OT-odigrane tekme, z-zmage, n-neodločeni izidi, P-porazi, DG-doseženo goli, PG-prejeti goli, GR-gol razlika, T-točke.
| #  | Reprezentanca   | OT | Z | N | P | DG | PG | GR  | T  |
| -- | --------------- | -- | - | - | - | -- | -- | --- | -- |
| 1. | Sovjetska zveza | 7  | 7 | 0 | 0 | 36 | 12 | +24 | 14 |
| 2. | Švedska         | 7  | 4 | 2 | 1 | 29 | 20 | + 9 | 10 |
| 3. | Kanada          | 7  | 5 | 0 | 2 | 45 | 18 | +27 | 10 |
| 4. | Švedska         | 7  | 3 | 2 | 2 | 33 | 15 | +18 | 8  |
| 5. | Finska          | 7  | 2 | 1 | 4 | 22 | 25 | - 3 | 5  |
| 6. | ZDA             | 7  | 2 | 1 | 4 | 20 | 29 | - 9 | 5  |
| 7. | Poljska         | 7  | 1 | 0 | 6 | 10 | 59 | -49 | 2  |
| 8. | Zahodna Nemčija | 7  | 0 | 2 | 5 | 17 | 34 | -17 | 2  |

#### Boj za obstanek
| 26. april 1989 | Finska | 3 – 0 | Zahodna Nemčija | Stockholm, Švedska |

| Poročilo tekme | Poročilo tekme | Poročilo tekme | Poročilo tekme | Poročilo tekme |
| -------------- | -------------- | -------------- | -------------- | -------------- |
|                |                |                |                |                |

| 26. april 1989 | ZDA | 11 – 2 | Poljska | Stockholm, Švedska |

| Poročilo tekme | Poročilo tekme | Poročilo tekme | Poročilo tekme | Poročilo tekme |
| -------------- | -------------- | -------------- | -------------- | -------------- |
|                |                |                |                |                |

| 28. april 1989 | ZDA | 4 – 3 | Zahodna Nemčija | Stockholm, Švedska |

| Poročilo tekme | Poročilo tekme | Poročilo tekme | Poročilo tekme | Poročilo tekme |
| -------------- | -------------- | -------------- | -------------- | -------------- |
|                |                |                |                |                |

| 28. april 1989 | Finska | 4 – 0 | Poljska | Stockholm, Švedska |

| Poročilo tekme | Poročilo tekme | Poročilo tekme | Poročilo tekme | Poročilo tekme |
| -------------- | -------------- | -------------- | -------------- | -------------- |
|                |                |                |                |                |

| 30. april 1989 | Zahodna Nemčija | 2 – 0 | Poljska | Stockholm, Švedska |

| Poročilo tekme | Poročilo tekme | Poročilo tekme | Poročilo tekme | Poročilo tekme |
| -------------- | -------------- | -------------- | -------------- | -------------- |
|                |                |                |                |                |

| 30. april 1989 | Finska | 6 – 2 | ZDA | Stockholm, Švedska |

| Poročilo tekme | Poročilo tekme | Poročilo tekme | Poročilo tekme | Poročilo tekme |
| -------------- | -------------- | -------------- | -------------- | -------------- |
|                |                |                |                |                |

##### Lestvica
OT-odigrane tekme, z-zmage, n-neodločeni izidi, P-porazi, DG-doseženo goli, PG-prejeti goli, GR-gol razlika, T-točke.
| #  | Reprezentanca   | OT | Z | N | P | DG | PG | GR  | T  |
| -- | --------------- | -- | - | - | - | -- | -- | --- | -- |
| 5. | Finska          | 10 | 5 | 1 | 4 | 35 | 27 | +8  | 11 |
| 6. | ZDA             | 10 | 4 | 1 | 5 | 37 | 40 | - 3 | 9  |
| 7. | Zahodna Nemčija | 10 | 1 | 2 | 7 | 22 | 41 | -19 | 4  |
| 8. | Poljska         | 10 | 1 | 0 | 9 | 12 | 76 | -64 | 2  |

- Poljska reprezentanca je izpadla v skupino B.

#### Boj za 1. do 4. mesto
| 27. april 1989 | Sovjetska zveza | 1 – 0 | Češkoslovaška | Stockholm, Švedska |

| Poročilo tekme | Poročilo tekme | Poročilo tekme | Poročilo tekme | Poročilo tekme |
| -------------- | -------------- | -------------- | -------------- | -------------- |
|                |                |                |                |                |

| 27. april 1989 | Švedska | 3 – 5 | Kanada | Stockholm, Švedska |

| Poročilo tekme | Poročilo tekme | Poročilo tekme | Poročilo tekme | Poročilo tekme |
| -------------- | -------------- | -------------- | -------------- | -------------- |
|                |                |                |                |                |

| 29. april 1989 | Švedska | 1 – 2 | Češkoslovaška | Stockholm, Švedska |

| Poročilo tekme | Poročilo tekme | Poročilo tekme | Poročilo tekme | Poročilo tekme |
| -------------- | -------------- | -------------- | -------------- | -------------- |
|                |                |                |                |                |

| 29. april 1989 | Sovjetska zveza | 5 – 3 | Kanada | Stockholm, Švedska |

| Poročilo tekme | Poročilo tekme | Poročilo tekme | Poročilo tekme | Poročilo tekme |
| -------------- | -------------- | -------------- | -------------- | -------------- |
|                |                |                |                |                |

| 2. maj 1989 | Kanada | 4 – 3 | Češkoslovaška | Stockholm, Švedska |

| Poročilo tekme | Poročilo tekme | Poročilo tekme | Poročilo tekme | Poročilo tekme |
| -------------- | -------------- | -------------- | -------------- | -------------- |
|                |                |                |                |                |

| 2. maj 1989 | Švedska | 1 – 5 | Sovjetska zveza | Stockholm, Švedska |

| Poročilo tekme | Poročilo tekme | Poročilo tekme | Poročilo tekme | Poročilo tekme |
| -------------- | -------------- | -------------- | -------------- | -------------- |
|                |                |                |                |                |

##### Lestvica
OT-odigrane tekme, z-zmage, n-neodločeni izidi, P-porazi, DG-doseženo goli, PG-prejeti goli, GR-gol razlika, T-točke.
| #  | Reprezentanca   | OT | Z | N | P | DG | PG | GR | T |
| -- | --------------- | -- | - | - | - | -- | -- | -- | - |
| 1. | Sovjetska zveza | 3  | 3 | 0 | 0 | 11 | 4  | +7 | 6 |
| 2. | Kanada          | 3  | 2 | 0 | 1 | 12 | 11 | +1 | 4 |
| 3. | Češkoslovaška   | 3  | 1 | 0 | 2 | 5  | 6  | -1 | 2 |
| 4. | Švedska         | 3  | 0 | 0 | 3 | 5  | 12 | -7 | 0 |

### SP Skupine B
| 30. marec 1989 | Italija | 4:3 | Avstrija | Lillehammer, Norveška |

| Poročilo tekme      | Poročilo tekme | Poročilo tekme | Poročilo tekme | Poročilo tekme |
| ------------------- | -------------- | -------------- | -------------- | -------------- |
| Začetek: ni podatka |                |                |                |                |

| 30. marec 1989 | Norveška | 7:4 | Japonska | Lillehammer, Norveška |

| Poročilo tekme      | Poročilo tekme | Poročilo tekme | Poročilo tekme | Poročilo tekme |
| ------------------- | -------------- | -------------- | -------------- | -------------- |
| Začetek: ni podatka |                |                |                |                |

| 30. marec 1989 | Francija | 3:5 | Vzhodna Nemčija | Oslo, Norveška |

| Poročilo tekme      | Poročilo tekme | Poročilo tekme | Poročilo tekme | Poročilo tekme |
| ------------------- | -------------- | -------------- | -------------- | -------------- |
| Začetek: ni podatka |                |                |                |                |

| 30. marec 1989 | Švica | 6:3 | Danska | Oslo, Norveška |

| Poročilo tekme      | Poročilo tekme | Poročilo tekme | Poročilo tekme | Poročilo tekme |
| ------------------- | -------------- | -------------- | -------------- | -------------- |
| Začetek: ni podatka |                |                |                |                |

| 31. marec 1989 | Norveška | 3:1 | Italija | Lillehammer, Norveška |

| Poročilo tekme      | Poročilo tekme | Poročilo tekme | Poročilo tekme | Poročilo tekme |
| ------------------- | -------------- | -------------- | -------------- | -------------- |
| Začetek: ni podatka |                |                |                |                |

| 31. marec 1989 | Francija | 8:0 | Danska | Lillehammer, Norveška |

| Poročilo tekme      | Poročilo tekme | Poročilo tekme | Poročilo tekme | Poročilo tekme |
| ------------------- | -------------- | -------------- | -------------- | -------------- |
| Začetek: ni podatka |                |                |                |                |

| 1. april 1989 | Švica | 10:0 | Japonska | Oslo, Norveška |

| Poročilo tekme      | Poročilo tekme | Poročilo tekme | Poročilo tekme | Poročilo tekme |
| ------------------- | -------------- | -------------- | -------------- | -------------- |
| Začetek: ni podatka |                |                |                |                |

| 1. april 1989 | Vzhodna Nemčija | 4:0 | Avstrija | Oslo, Norveška |

| Poročilo tekme      | Poročilo tekme | Poročilo tekme | Poročilo tekme | Poročilo tekme |
| ------------------- | -------------- | -------------- | -------------- | -------------- |
| Začetek: ni podatka |                |                |                |                |

| 2. april 1989 | Avstrija | 10:3 | Danska | Lillehammer, Norveška |

| Poročilo tekme      | Poročilo tekme | Poročilo tekme | Poročilo tekme | Poročilo tekme |
| ------------------- | -------------- | -------------- | -------------- | -------------- |
| Začetek: ni podatka |                |                |                |                |

| 2. april 1989 | Norveška | 5:2 | Vzhodna Nemčija | Lillehammer, Norveška |

| Poročilo tekme      | Poročilo tekme | Poročilo tekme | Poročilo tekme | Poročilo tekme |
| ------------------- | -------------- | -------------- | -------------- | -------------- |
| Začetek: ni podatka |                |                |                |                |

| 2. april 1989 | Francija | 5:4 | Japonska | Oslo, Norveška |

| Poročilo tekme      | Poročilo tekme | Poročilo tekme | Poročilo tekme | Poročilo tekme |
| ------------------- | -------------- | -------------- | -------------- | -------------- |
| Začetek: ni podatka |                |                |                |                |

| 3. april 1989 | Švica | 6:7 | Italija | Oslo, Norveška |

| Poročilo tekme      | Poročilo tekme | Poročilo tekme | Poročilo tekme | Poročilo tekme |
| ------------------- | -------------- | -------------- | -------------- | -------------- |
| Začetek: ni podatka |                |                |                |                |

| 4. april 1989 | Italija | 3:3 | Francija | Lillehammer, Norveška |

| Poročilo tekme      | Poročilo tekme | Poročilo tekme | Poročilo tekme | Poročilo tekme |
| ------------------- | -------------- | -------------- | -------------- | -------------- |
| Začetek: ni podatka |                |                |                |                |

| 4. april 1989 | Švica | 3:0 | Vzhodna Nemčija | Lillehammer, Norveška |

| Poročilo tekme      | Poročilo tekme | Poročilo tekme | Poročilo tekme | Poročilo tekme |
| ------------------- | -------------- | -------------- | -------------- | -------------- |
| Začetek: ni podatka |                |                |                |                |

| 4. april 1989 | Avstrija | 4:2 | Japonska | Oslo, Norveška |

| Poročilo tekme      | Poročilo tekme | Poročilo tekme | Poročilo tekme | Poročilo tekme |
| ------------------- | -------------- | -------------- | -------------- | -------------- |
| Začetek: ni podatka |                |                |                |                |

| 4. april 1989 | Norveška | 3:2 | Danska | Oslo, Norveška |

| Poročilo tekme      | Poročilo tekme | Poročilo tekme | Poročilo tekme | Poročilo tekme |
| ------------------- | -------------- | -------------- | -------------- | -------------- |
| Začetek: ni podatka |                |                |                |                |

| 5. april 1989 | Norveška | 8 – 01 | Avstrija | Oslo, Norveška |

| Poročilo tekme      | Poročilo tekme | Poročilo tekme | Poročilo tekme | Poročilo tekme |
| ------------------- | -------------- | --- | -------------- | -------------- |
| Začetek: ni podatka |                | 1 Zaradi dopinga v avstrijski reprezentanci je bil rezultat 8:0, na tekmi je norveška reprezentanca zmagala z 8:2. |                |                |

| 6. april 1989 | Italija | 6:0 | Japonska | Lillehammer, Norveška |

| Poročilo tekme      | Poročilo tekme | Poročilo tekme | Poročilo tekme | Poročilo tekme |
| ------------------- | -------------- | -------------- | -------------- | -------------- |
| Začetek: ni podatka |                |                |                |                |

| 6. april 1989 | Vzhodna Nemčija | 9:0 | Danska | Lillehammer, Norveška |

| Poročilo tekme      | Poročilo tekme | Poročilo tekme | Poročilo tekme | Poročilo tekme |
| ------------------- | -------------- | -------------- | -------------- | -------------- |
| Začetek: ni podatka |                |                |                |                |

| 6. april 1989 | Švica | 2:5 | Francija | Oslo, Norveška |

| Poročilo tekme      | Poročilo tekme | Poročilo tekme | Poročilo tekme | Poročilo tekme |
| ------------------- | -------------- | -------------- | -------------- | -------------- |
| Začetek: ni podatka |                |                |                |                |

| 7. april 1989 | Italija | 6:0 | Danska | Oslo, Norveška |

| Poročilo tekme      | Poročilo tekme | Poročilo tekme | Poročilo tekme | Poročilo tekme |
| ------------------- | -------------- | -------------- | -------------- | -------------- |
| Začetek: ni podatka |                |                |                |                |

| 7. april 1989 | Norveška | 1:1 | Francija | Oslo, Norveška |

| Poročilo tekme      | Poročilo tekme | Poročilo tekme | Poročilo tekme | Poročilo tekme |
| ------------------- | -------------- | -------------- | -------------- | -------------- |
| Začetek: ni podatka |                |                |                |                |

| 8. april 1989 | Vzhodna Nemčija | 1:8 | Japonska | Lillehammer, Norveška |

| Poročilo tekme      | Poročilo tekme | Poročilo tekme | Poročilo tekme | Poročilo tekme |
| ------------------- | -------------- | -------------- | -------------- | -------------- |
| Začetek: ni podatka |                |                |                |                |

| 8. april 1989 | Švica | 7:5 | Avstrija | Lillehammer, Norveška |

| Poročilo tekme      | Poročilo tekme | Poročilo tekme | Poročilo tekme | Poročilo tekme |
| ------------------- | -------------- | -------------- | -------------- | -------------- |
| Začetek: ni podatka |                |                |                |                |

| 9. april 1989 | Japonska | 2:1 | Danska | Lillehammer, Norveška |

| Poročilo tekme      | Poročilo tekme | Poročilo tekme | Poročilo tekme | Poročilo tekme |
| ------------------- | -------------- | -------------- | -------------- | -------------- |
| Začetek: ni podatka |                |                |                |                |

| 9. april 1989 | Italija | 10:1 | Vzhodna Nemčija | Lillehammer, Norveška |

| Poročilo tekme      | Poročilo tekme | Poročilo tekme | Poročilo tekme | Poročilo tekme |
| ------------------- | -------------- | -------------- | -------------- | -------------- |
| Začetek: ni podatka |                |                |                |                |

| 9. april 1989 | Avstrija | 3:4 | Francija | Oslo, Norveška |

| Poročilo tekme      | Poročilo tekme | Poročilo tekme | Poročilo tekme | Poročilo tekme |
| ------------------- | -------------- | -------------- | -------------- | -------------- |
| Začetek: ni podatka |                |                |                |                |

| 9. april 1989 | Norveška | 1:6 | Švica | Oslo, Norveška |

| Poročilo tekme      | Poročilo tekme | Poročilo tekme | Poročilo tekme | Poročilo tekme |
| ------------------- | -------------- | -------------- | -------------- | -------------- |
| Začetek: ni podatka |                |                |                |                |

#### Lestvica
OT-odigrane tekme, z-zmage, n-neodločeni izidi, P-porazi, DG-doseženo goli, PG-prejeti goli, GR-gol razlika, T-točke.
| #  | Reprezentanca   | OT | Z | N | P | DG | PG | GR  | T  |
| -- | --------------- | -- | - | - | - | -- | -- | --- | -- |
| 9  | Norveška        | 7  | 5 | 1 | 1 | 28 | 16 | +12 | 11 |
| 10 | Italija         | 7  | 5 | 1 | 1 | 37 | 16 | +21 | 11 |
| 11 | Francija        | 7  | 4 | 2 | 1 | 29 | 18 | +11 | 10 |
| 12 | Švica           | 7  | 5 | 0 | 2 | 40 | 21 | +19 | 10 |
| 13 | Vzhodna Nemčija | 7  | 3 | 0 | 4 | 22 | 29 | -7  | 6  |
| 14 | Avstrija        | 7  | 2 | 0 | 5 | 25 | 32 | -7  | 4  |
| 15 | Japonska        | 7  | 2 | 0 | 5 | 20 | 34 | -14 | 4  |
| 16 | Danska          | 7  | 0 | 0 | 7 | 9  | 44 | -35 | 0  |

- Norveška reprezentanca se je uvrstila v skupino A.
- Danska reprezentanca je izpadla v skupino C.

### SP Skupine C
| 18. marec 1989 | Jugoslavija | 8:1 | Bolgarija | Sydney, Avstralija |

| Poročilo tekme      | Poročilo tekme | Poročilo tekme | Poročilo tekme | Poročilo tekme |
| ------------------- | -------------- | -------------- | -------------- | -------------- |
| Začetek: ni podatka |                |                |                |                |

| 18. marec 1989 | Madžarska | 6:3 | Severna Koreja | Sydney, Avstralija |

| Poročilo tekme      | Poročilo tekme | Poročilo tekme | Poročilo tekme | Poročilo tekme |
| ------------------- | -------------- | -------------- | -------------- | -------------- |
| Začetek: ni podatka |                |                |                |                |

| 18. marec 1989 | Nizozemska | 5:2 | Južna Koreja | Sydney, Avstralija |

| Poročilo tekme      | Poročilo tekme | Poročilo tekme | Poročilo tekme | Poročilo tekme |
| ------------------- | -------------- | -------------- | -------------- | -------------- |
| Začetek: ni podatka |                |                |                |                |

| 18. marec 1989 | Avstralija | 1:3 | Kitajska | Sydney, Avstralija |

| Poročilo tekme      | Poročilo tekme | Poročilo tekme | Poročilo tekme | Poročilo tekme |
| ------------------- | -------------- | -------------- | -------------- | -------------- |
| Začetek: ni podatka |                |                |                |                |

| 19. marec 1989 | Jugoslavija | 11:2 | Južna Koreja | Sydney, Avstralija |

| Poročilo tekme      | Poročilo tekme | Poročilo tekme | Poročilo tekme | Poročilo tekme |
| ------------------- | -------------- | -------------- | -------------- | -------------- |
| Začetek: ni podatka |                |                |                |                |

| 19. marec 1989 | Avstralija | 2:9 | Madžarska | Sydney, Avstralija |

| Poročilo tekme      | Poročilo tekme | Poročilo tekme | Poročilo tekme | Poročilo tekme |
| ------------------- | -------------- | -------------- | -------------- | -------------- |
| Začetek: ni podatka |                |                |                |                |

| 20. marec 1989 | Kitajska | 3:3 | Bolgarija | Sydney, Avstralija |

| Poročilo tekme      | Poročilo tekme | Poročilo tekme | Poročilo tekme | Poročilo tekme |
| ------------------- | -------------- | -------------- | -------------- | -------------- |
| Začetek: ni podatka |                |                |                |                |

| 20. marec 1989 | Nizozemska | 3:1 | Severna Koreja | Sydney, Avstralija |

| Poročilo tekme      | Poročilo tekme | Poročilo tekme | Poročilo tekme | Poročilo tekme |
| ------------------- | -------------- | -------------- | -------------- | -------------- |
| Začetek: ni podatka |                |                |                |                |

| 21. marec 1989 | Kitajska | 5:3 | Madžarska | Sydney, Avstralija |

| Poročilo tekme      | Poročilo tekme | Poročilo tekme | Poročilo tekme | Poročilo tekme |
| ------------------- | -------------- | -------------- | -------------- | -------------- |
| Začetek: ni podatka |                |                |                |                |

| 21. marec 1989 | Nizozemska | 4:1 | Bolgarija | Sydney, Avstralija |

| Poročilo tekme      | Poročilo tekme | Poročilo tekme | Poročilo tekme | Poročilo tekme |
| ------------------- | -------------- | -------------- | -------------- | -------------- |
| Začetek: ni podatka |                |                |                |                |

| 21. marec 1989 | Severna Koreja | 7:4 | Južna Koreja | Sydney, Avstralija |

| Poročilo tekme      | Poročilo tekme | Poročilo tekme | Poročilo tekme | Poročilo tekme |
| ------------------- | -------------- | -------------- | -------------- | -------------- |
| Začetek: ni podatka |                |                |                |                |

| 21. marec 1989 | Avstralija | 2:8 | Jugoslavija | Sydney, Avstralija |

| Poročilo tekme      | Poročilo tekme | Poročilo tekme | Poročilo tekme | Poročilo tekme |
| ------------------- | -------------- | -------------- | -------------- | -------------- |
| Začetek: ni podatka |                |                |                |                |

| 22. marec 1989 | Jugoslavija | 3:0 | Madžarska | Sydney, Avstralija |

| Poročilo tekme      | Poročilo tekme | Poročilo tekme | Poročilo tekme | Poročilo tekme |
| ------------------- | -------------- | -------------- | -------------- | -------------- |
| Začetek: ni podatka |                |                |                |                |

| 22. marec 1989 | Avstralija | 2:6 | Južna Koreja | Sydney, Avstralija |

| Poročilo tekme      | Poročilo tekme | Poročilo tekme | Poročilo tekme | Poročilo tekme |
| ------------------- | -------------- | -------------- | -------------- | -------------- |
| Začetek: ni podatka |                |                |                |                |

| 23. marec 1989 | Nizozemska | 8:5 | Kitajska | Sydney, Avstralija |

| Poročilo tekme      | Poročilo tekme | Poročilo tekme | Poročilo tekme | Poročilo tekme |
| ------------------- | -------------- | -------------- | -------------- | -------------- |
| Začetek: ni podatka |                |                |                |                |

| 23. marec 1989 | Bolgarija | 8:4 | Severna Koreja | Sydney, Avstralija |

| Poročilo tekme      | Poročilo tekme | Poročilo tekme | Poročilo tekme | Poročilo tekme |
| ------------------- | -------------- | -------------- | -------------- | -------------- |
| Začetek: ni podatka |                |                |                |                |

| 24. marec 1989 | Kitajska | 10:4 | Južna Koreja | Sydney, Avstralija |

| Poročilo tekme      | Poročilo tekme | Poročilo tekme | Poročilo tekme | Poročilo tekme |
| ------------------- | -------------- | -------------- | -------------- | -------------- |
| Začetek: ni podatka |                |                |                |                |

| 24. marec 1989 | Jugoslavija | 14:1 | Severna Koreja | Sydney, Avstralija |

| Poročilo tekme      | Poročilo tekme | Poročilo tekme | Poročilo tekme | Poročilo tekme |
| ------------------- | -------------- | -------------- | -------------- | -------------- |
| Začetek: ni podatka |                |                |                |                |

| 24. marec 1989 | Madžarska | 7:4 | Bolgarija | Sydney, Avstralija |

| Poročilo tekme      | Poročilo tekme | Poročilo tekme | Poročilo tekme | Poročilo tekme |
| ------------------- | -------------- | -------------- | -------------- | -------------- |
| Začetek: ni podatka |                |                |                |                |

| 24. marec 1989 | Avstralija | 1:12 | Nizozemska | Sydney, Avstralija |

| Poročilo tekme      | Poročilo tekme | Poročilo tekme | Poročilo tekme | Poročilo tekme |
| ------------------- | -------------- | -------------- | -------------- | -------------- |
| Začetek: ni podatka |                |                |                |                |

| 26. marec 1989 | Bolgarija | 6:4 | Južna Koreja | Sydney, Avstralija |

| Poročilo tekme      | Poročilo tekme | Poročilo tekme | Poročilo tekme | Poročilo tekme |
| ------------------- | -------------- | -------------- | -------------- | -------------- |
| Začetek: ni podatka |                |                |                |                |

| 26. marec 1989 | Jugoslavija | 8:1 | Kitajska | Sydney, Avstralija |

| Poročilo tekme      | Poročilo tekme | Poročilo tekme | Poročilo tekme | Poročilo tekme |
| ------------------- | -------------- | -------------- | -------------- | -------------- |
| Začetek: ni podatka |                |                |                |                |

| 26. marec 1989 | Nizozemska | 8:2 | Madžarska | Sydney, Avstralija |

| Poročilo tekme      | Poročilo tekme | Poročilo tekme | Poročilo tekme | Poročilo tekme |
| ------------------- | -------------- | -------------- | -------------- | -------------- |
| Začetek: ni podatka |                |                |                |                |

| 26. marec 1989 | Avstralija | 1:8 | Severna Koreja | Sydney, Avstralija |

| Poročilo tekme      | Poročilo tekme | Poročilo tekme | Poročilo tekme | Poročilo tekme |
| ------------------- | -------------- | -------------- | -------------- | -------------- |
| Začetek: ni podatka |                |                |                |                |

| 27. marec 1989 | Kitajska | 4:2 | Severna Koreja | Sydney, Avstralija |

| Poročilo tekme      | Poročilo tekme | Poročilo tekme | Poročilo tekme | Poročilo tekme |
| ------------------- | -------------- | -------------- | -------------- | -------------- |
| Začetek: ni podatka |                |                |                |                |

| 27. marec 1989 | Madžarska | 5:5 | Južna Koreja | Sydney, Avstralija |

| Poročilo tekme      | Poročilo tekme | Poročilo tekme | Poročilo tekme | Poročilo tekme |
| ------------------- | -------------- | -------------- | -------------- | -------------- |
| Začetek: ni podatka |                |                |                |                |

| 27. marec 1989 | Nizozemska | 8:3 | Jugoslavija | Sydney, Avstralija |

| Poročilo tekme      | Poročilo tekme | Poročilo tekme | Poročilo tekme | Poročilo tekme |
| ------------------- | -------------- | -------------- | -------------- | -------------- |
| Začetek: ni podatka |                |                |                |                |

| 27. marec 1989 | Avstralija | 5:12 | Bolgarija | Sydney, Avstralija |

| Poročilo tekme      | Poročilo tekme | Poročilo tekme | Poročilo tekme | Poročilo tekme |
| ------------------- | -------------- | -------------- | -------------- | -------------- |
| Začetek: ni podatka |                |                |                |                |

#### Lestvica
OT-odigrane tekme, z-zmage, n-neodločeni izidi, P-porazi, DG-doseženo goli, PG-prejeti goli, GR-gol razlika, T-točke.
| #  | Reprezentanca  | OT | Z | N | P | DG | PG | GR  | T  |
| -- | -------------- | -- | - | - | - | -- | -- | --- | -- |
| 17 | Nizozemska     | 7  | 7 | 0 | 0 | 48 | 15 | +33 | 14 |
| 18 | Jugoslavija    | 7  | 6 | 0 | 1 | 55 | 15 | +40 | 12 |
| 19 | Kitajska       | 7  | 4 | 1 | 2 | 31 | 29 | + 2 | 9  |
| 20 | Madžarska      | 7  | 3 | 1 | 3 | 32 | 30 | + 2 | 7  |
| 21 | Bolgarija      | 7  | 3 | 1 | 3 | 35 | 35 | 0   | 7  |
| 22 | Severna Koreja | 7  | 2 | 0 | 5 | 26 | 40 | -14 | 4  |
| 23 | Južna Koreja   | 7  | 1 | 1 | 5 | 27 | 46 | -19 | 3  |
| 24 | Avstralija     | 7  | 0 | 0 | 7 | 14 | 58 | -44 | 0  |

- Nizozemska reprezentanca se je uvrstila v skupino B.
- Avstralska reprezentanca je izpadla v skupino D.

### SP Skupine D
| 16. marec 1989 | Združeno kraljestvo | 0:0 | Nova Zelandija | Belgija |

| Poročilo tekme      | Poročilo tekme | Poročilo tekme | Poročilo tekme | Poročilo tekme |
| ------------------- | -------------- | -------------- | -------------- | -------------- |
| Začetek: ni podatka |                |                |                |                |

| 16. marec 1989 | Belgija | 0:0 | Romunija | Belgija |

| Poročilo tekme      | Poročilo tekme | Poročilo tekme | Poročilo tekme | Poročilo tekme |
| ------------------- | -------------- | -------------- | -------------- | -------------- |
| Začetek: ni podatka |                |                |                |                |

| 17. marec 1989 | Španija | 23:0 | Nova Zelandija | Belgija |

| Poročilo tekme      | Poročilo tekme | Poročilo tekme | Poročilo tekme | Poročilo tekme |
| ------------------- | -------------- | -------------- | -------------- | -------------- |
| Začetek: ni podatka |                |                |                |                |

| 17. marec 1989 | Romunija | 6:6 | Združeno kraljestvo | Belgija |

| Poročilo tekme      | Poročilo tekme | Poročilo tekme | Poročilo tekme | Poročilo tekme |
| ------------------- | -------------- | -------------- | -------------- | -------------- |
| Začetek: ni podatka |                |                |                |                |

| 18. marec 1989 | Belgija | 8:2 | Španija | Belgija |

| Poročilo tekme      | Poročilo tekme | Poročilo tekme | Poročilo tekme | Poročilo tekme |
| ------------------- | -------------- | -------------- | -------------- | -------------- |
| Začetek: ni podatka |                |                |                |                |

| 19. marec 1989 | Romunija | 52:1 | Nova Zelandija | Belgija |

| Poročilo tekme      | Poročilo tekme | Poročilo tekme | Poročilo tekme | Poročilo tekme |
| ------------------- | -------------- | -------------- | -------------- | -------------- |
| Začetek: ni podatka |                |                |                |                |

| 19. marec 1989 | Belgija | 6:5 | Združeno kraljestvo | Belgija |

| Poročilo tekme      | Poročilo tekme | Poročilo tekme | Poročilo tekme | Poročilo tekme |
| ------------------- | -------------- | -------------- | -------------- | -------------- |
| Začetek: ni podatka |                |                |                |                |

| 20. marec 1989 | Romunija | 11:0 | Španija | Belgija |

| Poročilo tekme      | Poročilo tekme | Poročilo tekme | Poročilo tekme | Poročilo tekme |
| ------------------- | -------------- | -------------- | -------------- | -------------- |
| Začetek: ni podatka |                |                |                |                |

| 21. marec 1989 | Združeno kraljestvo | 8:4 | Španija | Belgija |

| Poročilo tekme      | Poročilo tekme | Poročilo tekme | Poročilo tekme | Poročilo tekme |
| ------------------- | -------------- | -------------- | -------------- | -------------- |
| Začetek: ni podatka |                |                |                |                |

| 21. marec 1989 | Belgija | 21:2 | Nova Zelandija | Belgija |

| Poročilo tekme      | Poročilo tekme | Poročilo tekme | Poročilo tekme | Poročilo tekme |
| ------------------- | -------------- | -------------- | -------------- | -------------- |
| Začetek: ni podatka |                |                |                |                |

#### Lestvica
OT-odigrane tekme, z-zmage, n-neodločeni izidi, P-porazi, DG-doseženo goli, PG-prejeti goli, GR-gol razlika, T-točke.
| #  | Reprezentanca       | OT | Z | N | P | DG | PG | GR  | T |
| -- | ------------------- | -- | - | - | - | -- | -- | --- | - |
| 25 | Belgija             | 4  | 3 | 0 | 1 | 35 | 9  | +26 | 6 |
| 26 | Romunija            | 4  | 2 | 1 | 1 | 69 | 7  | +62 | 5 |
| 27 | Združeno kraljestvo | 4  | 1 | 1 | 2 | 19 | 16 | + 3 | 3 |
| 28 | Španija             | 4  | 1 | 0 | 3 | 29 | 27 | + 2 | 2 |
| 29 | Nova Zelandija      | 4  | 0 | 0 | 4 | 3  | 96 | -93 | 0 |

- Belgijska in romunska reprezentanca sta se uvrstili v skupino C.

## Končni vrstni red
1. Sovjetska zveza
2. Kanada
3. Češkoslovaška
4. Švedska
5. Finska
6. ZDA
7. Zahodna Nemčija
8. Poljska
9. Norveška
10. Italija
11. Francija
12. Švica
13. Vzhodna Nemčija
14. Avstrija
15. Japonska
16. Danska
17. Nizozemska
18. Jugoslavija
19. Kitajska
20. Madžarska
21. Bolgarija
22. Severna Koreja
23. Južna Koreja
24. Avstralija
25. Belgija
26. Romunija
27. Združeno kraljestvo
28. Španija
29. Nova Zelandija